# Rondo (esport)
Un rondo és un tipus de joc que s'utilitza com a exercici d'entrenament en el futbol. En un rondo, un grup de jugadors s'encarrega de mantenir la possessió de la pilota mentre completen una sèrie de passades, mentre un grup més petit de jugadors (de vegades un sol jugador) tracta de prendre la possessió.
Els rondos es desenvolupen en un espai reduit, i el grup posseïdor sol encerclar el grup contrari. A diferència d'altres jocs de possessió, en un rondo els jugadors ocupen posicions predeterminades. Es diu que els rondos milloren la presa de decisions, la coordinació, el joc en equip, la creativitat, la competitivitat i la condició física dels jugadors. Aquest exercici ha estat utilitzat per les principals organitzacions de futbol, com el Derby County FC a principis dels anys 70, i posteriorment el FC Barcelona i l'Ajax, i se li atribueix el mèrit d'haver renovat el joc modern.
El jugador i entrenador holandès Johan Cruyff, que va implementar el rondo al Barcelona, va descriure l'exercici: "Tot el que passa en un partit, excepte els xuts, ho pots fer en un rondo. L'aspecte competitiu, lluitar per fer espai, què fer quan estàs amb la possessió i què fer quan no tens la pilota, com jugar a futbol 'a un toc', com contrarestar el marcatge estret i com recuperar la pilota".